# Dave O’Higgins

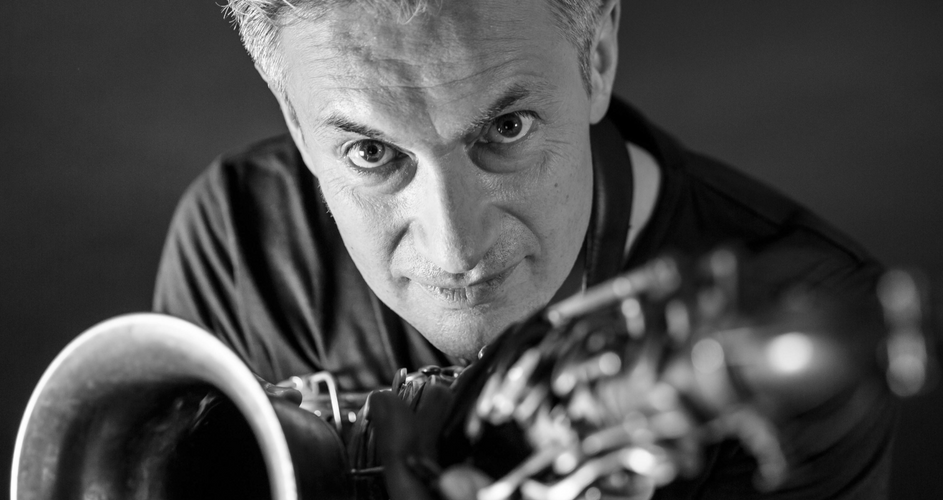
Dave O’Higgins (2017)

David „Dave“ O’Higgins (* 1. September 1964 in Birmingham) ist ein britischer Jazz-Saxophonist (Tenorsaxophon, Sopransaxophon, Flöte) und Komponist.

## Leben
O’Higgins begann mit Trompete und Schlagzeug und erhielt Klavierunterricht. Mit 16 Jahren begann er neben Schlagzeug auch mit Altsaxophon aufzutreten. Er spielte im Derbyshire Youth Jazz Orchestra und in Harold Kyte´s Stapleford Big Band (1982). Er wechselte zum Tenorsaxophon, als er in einer eigenen Band in Spondon in Derbyshire spielte. 1983 bis 1986 war er im National Youth Jazz Orchestra und zog 1983 nach London, wo er an der City University und der Wavendon Summer School studierte.
O’Higgins leitete ab 1983 eigene Bands und spielte 1986 mit Cleo Laine und John Dankworth. 1986 bis 1990 spielte er mit Roadside Picnic (mit dem Bassisten Mario Castronari) und 1989 mit dem Pizza Express Modern Jazz Sextet. Zu seinen Bands gehörten die Gang of Three (1987 bis 1989) und Dave Higgins and the Oblivion Brothers (1989 bis 1991). Er tourte Ende der 1980er Jahre mit der isländischen Gruppe Mezzoforte und mit Sax Appeal von Derek Nash. Außerdem tourte er Ende der 1980er und Anfang der 1990er mit diversen Pop-Gruppen (wie Matt Bianco) in Europa und Japan, teilweise Keyboard spielend. In den 1990er Jahren tourte er Solo in Südafrika und gehörte zur Band von Jim Mullen (Havana Jazz Festival 1992), um dann in der Band Spirit of Django von Martin Taylor (mehrere Alben) zu arbeiten. Weiterhin spielte er mit Salif Keita, Jason Rebello, mit Itchy Fingers und im Sextett von Clark Tracey (mit dem er aufnahm). Er leitet weiter eigene Bands (wie das Dave O’Higgins Quartet) und brachte mehrere Alben als Leader oder Solo heraus, darunter All Good Things (EFZ, 1992), Fast Food Shuffle (Candid 2002), Push (Short Fuse 2004), The Grinder´s Monkey (Short Fuse 1999). Mit Pete Wraight leitete er die Two Minds Big Band. Er brachte mehrere Alben als Leader oder Solo heraus, darunter All Good Things (EFZ, 1992), Fast Food Shuffle (Candid 2002), Push (Short Fuse 2004), The Grinder’s Monkey (Short Fuse 1999). Mehrere Jahre leitete er ein Quintett mit Geoff Gascoyne. 2019 arbeitete er mit Rob Luft in einem gemeinsamen Orgelquartett (Play Monk & Trane, 2019).
Weiter nahm O’Higgins mit John Serry, mit Jamie Cullum (Pointless Nostalgic 2002), mit Eric Alexander und mit Jazzanova auf. Zudem begleitete er Sheila Jordan und spielte mit der Bigband von Matthew Herbert auf dem Montreux Jazz Festival.

## Lexikalischer Eintrag
- John Chilton Who´s Who of British Jazz, Continuum 2004
- Ian Carr, Digby Fairweather, Brian Priestley: Rough Guide Jazz. Der ultimative Führer zur Jazzmusik. 1700 Künstler und Bands von den Anfängen bis heute. Metzler, Stuttgart/Weimar 1999, ISBN 3-476-01584-X.